# Маклахлан, Патриция
Патриция МакЛахлан (англ. Patricia MacLachlan; 3 марта 1938 — 31 марта 2022) — американская детская писательница. Кавалер Национальной гуманитарной медали (2002).

## Биография
Родилась 3 марта 1938 года в Шайенне (штат Вайоминг).
Окончила Коннектикутский университет в 1962 году. Работала учителем английского языка. Первое произведение Патриции было опубликовано в 1979 году. Наиболее известна благодаря экранизации серии книг о Джейкобе Уиттинге и его любимой женщине Саре — «Сара, высокая и простая женщина»
Член Национального альянса детской литературы.
В 1986 году была награждена премией Медаль Джона Ньюбери за выдающийся вклад в американскую литературу для детей.